# Centre de la mémoire d'Oradour-sur-Glane
Le Centre de la mémoire d’Oradour-sur-Glane est destiné à rappeler aux visiteurs les crimes commis par la Division SS Das Reich de la Waffen-SS à Oradour-sur-Glane le 10 juin 1944, d'informer et d’être un mémorial pour les générations à venir. Il est situé à proximité du village martyr, sous la forme d'un musée-mémorial.
C'est un établissement public administratif départemental doté de l'autonomie financière et de son propre conseil d'administration.
Le personnel employé dans le centre de la mémoire relève du conseil départemental de la Haute-Vienne.
Il est possible d'accéder gratutiement au village martyr sans obligation de visiter le Centre de la mémoire, qui est payant.

## Historique

### Origine
Sur l'initiative de Jean-Claude Peyronnet, président du conseil général de la Haute-Vienne et avec l’accord de l'Association nationale des familles martyres, le projet est présenté en 1989 au président de la République François Mitterrand.
En 1992, la gestion du projet est fixée lors d’un avis de concours international et reçoit le soutien du ministère de la Culture, du secrétariat aux anciens combattants et victimes de guerre, ainsi que de la région Limousin et de la CEE.
En 1994, un directeur chargé des recherches historiques, de la coordination du projet est engagé. En même temps, il est décidé de transférer la responsabilité pour l'architecture et la construction à Yves Devraine et son équipe.

### Ouverture
Le 16 juillet 1999, le Centre de la mémoire est inauguré par Jacques Chirac et la ministre de la Culture, Catherine Trautmann. En 2002, le Centre accueille déjà 300 000 visiteurs qui peuvent regarder l’exposition permanente consacrée au contexte historique (prémices puis déroulement et bilan de la guerre) et au massacre, ainsi que des expositions temporaires.

### Développement
Le Centre de la mémoire a notamment présenté une exposition sur les jeunesses hitlériennes, la guerre d'Espagne, Anne Frank, mais propose aussi des événements ne concernant pas spécifiquement la Seconde guerre mondiale, comme en 2009, au sujet des attentats du 11 septembre 2001.
En 2022, il est annoncé que le Centre de la mémoire fermera en 2024 pour dix-huit mois de travaux visant à renouveler la muséographie, laquelle devant s'adapter aux nouveaux publics et mieux intégrer les outils numériques. Un comité scientifique présidé par l'historien Henry Rousso est mis en place. Pour des raisons administratives, la fermeture est plus tard repoussée à 2025.

## Description

### Architecture
D’après le concept d’Yves Devraine, le Centre de la Mémoire est censé former une symbiose avec le paysage et être ainsi une sorte de « non-architecture. » Cette dite « non-architecture » est composé d'un toit/terrasse dans le prolongement du niveau du sol, à partir duquel on peut jeter un regard sur la vallée de la Glane, les ruines et le nouveau village ; de surcroît, elle est soulignée par une déchirure centrale qui traverse le bâtiment et qui est suggérée par des lames en acier rouillées. Cette déchirure est censée symboliser la destruction par sa forme, démontrer le temps qui passe par sa matérialité et offrir ainsi le caractère du vieilli.
La structure générale de ce musée a été descendu en grande partie dans le sol, pour ne pas détourner le regard des ruines ou, pire, les couvrir. Dans le hall d'entrée circulaire, le visiteur est confronté avec deux photographies extrêmement symboliques : d'une part Hitler en train de tenir un discours aux masses lors du congrès du parti du Reich à Nuremberg, de l'autre, la phrase « Souviens-toi » qui se trouve aussi à l'entrée des ruines d’Oradour.(voir la photo)

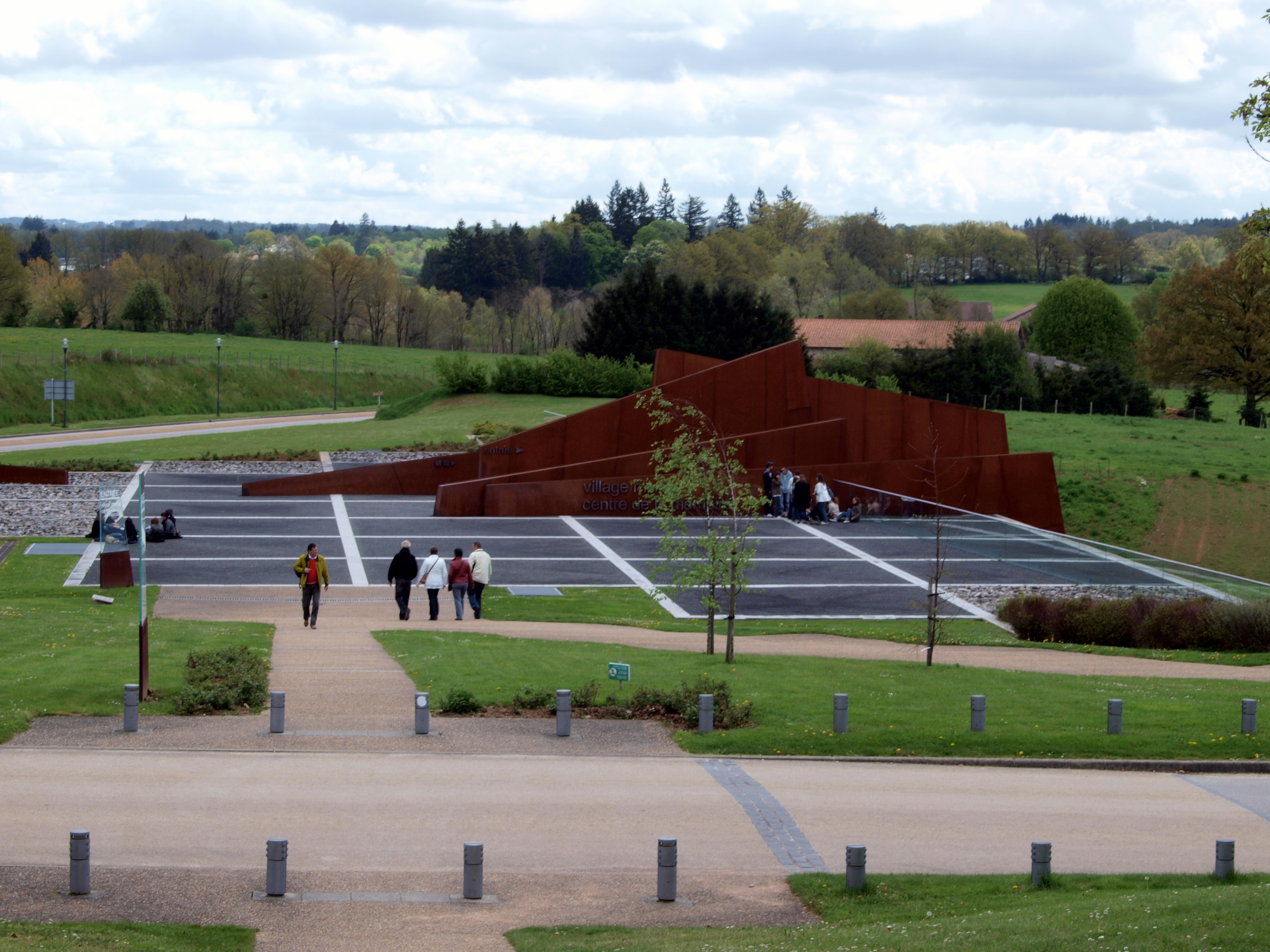
Centre de la mémoire vue d'ensemble

### Muséographie
L'exposition permanente est également tenue dans ce style de contradictions. Ainsi, à l'aide des couleurs noires et rouges, le nazisme et le parcours de la division « das Reich » sont décrits. Par contre, la description de la vie quotidienne à Oradour avant le massacre est représentée à l'aide de couleurs et de matériaux doux et lumineux.
En bas, se trouve le centre de documentation qui permet de recevoir des groupes d'élèves ainsi que des enseignants ou pédagogues dans des conditions optimales grâce à ses salles modifiables. Au début, cette vaste documentation contenant des archives, des photographies, des films, des publications et des revues françaises et étrangères avait été destinée à soutenir les recherches historiques pendant la préparation de l'exposition permanente.
La sobriété fournie par l'aspect extérieur permet à chacun de suivre ses propres réflexions, la superficie de la surface vitrée qui reflète le paysage invite le visiteur à un voyage du passé à l'avenir qui se trouve de l'autre côté du miroir.
Le Service autrichien de la Mémoire ainsi que le Comité d'ASF soutiennent le centre de la mémoire d'Oradour, en y envoyant des volontaires.

## Faits divers
Le 21 août 2020, des inscriptions négationnistes sont découvertes sur le site du mémorial. Sur une photo mise en ligne par le Populaire du Centre, on voit le mot « martyr » rayé à la peinture, une bâche bleue couvrant des inscriptions. Selon le journal, « le mot “menteur” a été ajouté ainsi qu’une référence à un révisionniste et à des théories qui régulièrement refont surface à propos du village martyr haut-viennois, ».